# Montiron
Montiron är en kommun i departementet Gers i regionen Occitanien i sydvästra Frankrike. Kommunen ligger i kantonen Gimont som tillhör arrondissementet Auch. År 2022 hade Montiron 138 invånare.

## Befolkningsutveckling
Antalet invånare i kommunen Montiron
Referens:INSEE